# نملاوية نارية
النملاوية النارية أو النملاوية أنبوبية الوجه (الاسم العلمي:Solenopsidini) هي قبيلة من الحشرات تتبع فصيلة النمليات من رتبة غشائيات الأجنحة.

## أجناس النملاوية النارية
- النمل الناري
- النملة الأحادية الأجزاء